# Muchacha italiana viene a casarse (2014)
Muchacha italiana viene a casarse é uma telenovela mexicana produzida por Pedro Damián para Televisa e exibida pelo Canal de las Estrellas entre 20 de outubro de 2014 a 21 de junho de 2015, substituindo La Gata e sendo substituída por Amor de Barrio. É baseada na telenovela homônima produzida em 1971.
A trama é protagonizada por Livia Brito e José Ron e antagonizada por Nailea Norvind, Mike Biaggio e Candela Márquez.

## Sinopse
Após a morte de seu pai, Fiorella Bianchi, uma jovem italiana, muda-se para o México para se casar com um homem que ela não conhece, na esperança de obter tratamento médico para sua irmã, Gianna, que sofre de uma doença cardíaca e por recomendações precisa viver em um lugar calmo onde tenha ar puro para que sobreviva, então Fiorella decide ir trabalhar no rancho de "Los Ángeles", onde existe uma família grande e mesquinha que vivem brigando pela fortuna que o patriarca deixou.
Pedro Ángeles é um rapaz pendente dos negócios da família, pois seu pai é um imaturo que não liga em trabalhar na empresa a não ser gastar o dinheiro que vem dela, ele não deseja se apaixonar por ninguém pois sabe que se escolher a mulher errada será deserdado por sua soberba avó.
Em idas e Vindas, Fiorella e Pedro terão que enfrentar a feroz família Ángeles para estarem juntos, deixando de lado a diferença social, rancores e intrigas.

## Elenco
| Ator               | Personagem                   |
| ------------------ | ---------------------------- |
| Livia Brito        | Fiorella Bianchi             |
| José Ron           | Pedro Ángeles                |
| Nailea Norvind     | Federica Ángeles             |
| Enrique Rocha      | Vittorio Dragone             |
| Isela Vega         | Eloísa Angeles               |
| Fernando Allende   | Sergio Ángeles               |
| Maribel Guardia    | Julieta                      |
| Eleazar Gómez      | Benito Segura                |
| Ricardo Blume      | Mario Bianchi                |
| José Pablo Minor   | Gael Ángeles                 |
| Marco Di Mauro     | Santino Orsini               |
| Ela Velden         | Gianna Bianchi               |
| Mike Biaggio       | Osvaldo Ángeles              |
| Mimi Morales       | Sonia Ángeles                |
| Jessica Coch       | Tania Casanova               |
| Lourdes Munguía    | Joaquina                     |
| Sol Mendez Roy     | Diana Alarcón                |
| Salvador Pineda    | Dante Dávalos                |
| Claudio Báez       | Máximo Ángeles               |
| Francisco Gattorno | Aníbal Valencia              |
| César Bono         | Reynaldo Segura              |
| Raquel Garza       | Adela                        |
| Dobrina Cristeva   | Belinda                      |
| Paula Marcellini   | Roxana Rivera Ángeles Segura |
| Candela Márquez    | Aitana de La Riva Palma      |
| Vanessa Restrepo   | Alina                        |
| Irina Baeva        | Katia Ruiz                   |
| Karla Cossío       | Sara Ángeles                 |
| Marcus Ornellas    | Agustín                      |
| Roberto Malta      | Fabio                        |
| Aitor Iturrioz     | Ramiro                       |
| David Fridman      | Domingo                      |
| Polly              | Viridiana                    |
| Luis Bayardo       | Juiz                         |
| Juan Colucho       | Professor                    |
| Alfredo Alfonso    | Advogado                     |

## Exibição
Foi exibida pelo canal pago TLN Network entre 13 de setembro de 2021 a 5 de maio de 2022, substituindo Três Vezes Ana e sendo substituída por Chegou o Amor.

## Audiência
| Horário             | # Eps. | Estreia               | Estreia           | Final               | Final           | Posição | Temporada   | Classificação geral |
| Horário             | # Eps. | Data                  | Primeiro capítulo | Data                | Último capítulo | Posição | Temporada   | Classificação geral |
| ------------------- | ------ | --------------------- | ----------------- | ------------------- | --------------- | ------- | ----------- | ------------------- |
| Segunda—Sexta 16:15 | 176    | 20 de outubro de 2014 | 18                | 21 de junho de 2015 | 15              | #1      | 2014 - 2015 | 15                  |

Estreou com 18,1 pontos de média. Seu último capítulo alcançou média de 15,4 pontos. Terminou com média geral de 14,9 pontos. Foi uma boa média, no entanto ficou atrás de sua antecessora La gata.

## PremioTvyNovelas 2016
| Categoria                 | Indicados    | Resultados |
| ------------------------- | ------------ | ---------- |
| Melhor Telenovela         | Pedro Damián | Indicado   |
| Melhor Atriz Protagonista | Livia Brito  | Indicado   |
| Melhor Primeira Atriz     | Isela Vega   | Indicado   |